# Ibrahim (sourate)
Pour les articles homonymes, voir Ibrahim (homonymie).
Ibrahim (arabe : سُورَةُ إِبْرَاهِيمَ, français : Abraham) est le nom traditionnellement donné à la 14e sourate du Coran, le livre sacré de l'islam. Elle comporte 52 versets. Rédigée en arabe comme l'ensemble de l'œuvre religieuse, elle fut proclamée, selon la tradition musulmane, durant la période mecquoise.

## Origine du nom
Bien que le titre ne fasse pas directement partie du texte coranique, la tradition musulmane a donné comme nom à cette sourate Ibrahim, du fait que la sourate parle essentiellement du prophète Ibrahim, qui correspond au personnage d'Abraham de la Genèse.

## Historique
Il n'existe à ce jour pas de sources ou documents historiques permettant de s'assurer de l'ordre chronologique des sourates du Coran. Néanmoins selon une chronologie musulmane attribuée à Ǧaʿfar al-Ṣādiq (VIIIe siècle) et largement diffusée en 1924 sous l’autorité d’al-Azhar,, cette sourate occupe la  72e place. Elle aurait été proclamée pendant la période mecquoise, c'est-à-dire schématiquement durant la première partie de l'histoire de Mahomet avant de quitter La Mecque. Contestée dès le XIXe par des recherches universitaires, cette chronologie a été revue par Nöldeke,, pour qui cette sourate est la 76e. 
Selon Blachère, cette sourate est composée de courtes révélations qui auraient été réunies par thème ou par la présence d’expressions communes.

## Interprétations

### Versets 35-41: le récit d'Abraham
Ce passage est le troisième bloc narratif et prend la forme d'une prière. Les versets 36-37 sont, selon Bell, les plus tardifs de ce passage.
Des débats ont eu lieu quant à l'identification de la ville évoquée dans la sourate, le lieu où se tenait Abraham (Ibrahîm). Selon les commentateurs musulmans, cette expression serait une référence à Bakka, citée peu avant, qu'ils identifient à La Mecque. Or, pour les chercheurs, cette identification de Bakka à La Mecque est « douteuse », du fait de la présence de ce toponyme dans la Bible [Reference ? Quoi ? Quand ? Comment], sans lien avec l'Arabie.
Ce passage semble davantage lié à l’autel d’Abraham sur une montagne du pays de Moriyya[Reference ? Quoi ? Quand ? Comment]. Pour Reynolds, il est possible que le Coran, par ce passage, « transfère ces traditions à un lieu en Arabie » et il n’est pas impossible que la Mecque ait été choisie comme site de la « Maison », par la correspondance avec certains traits de la description coranique [Reference ? Quoi ? Quand ? Comment].

Texte de la sourate (Coran datant de 1874)
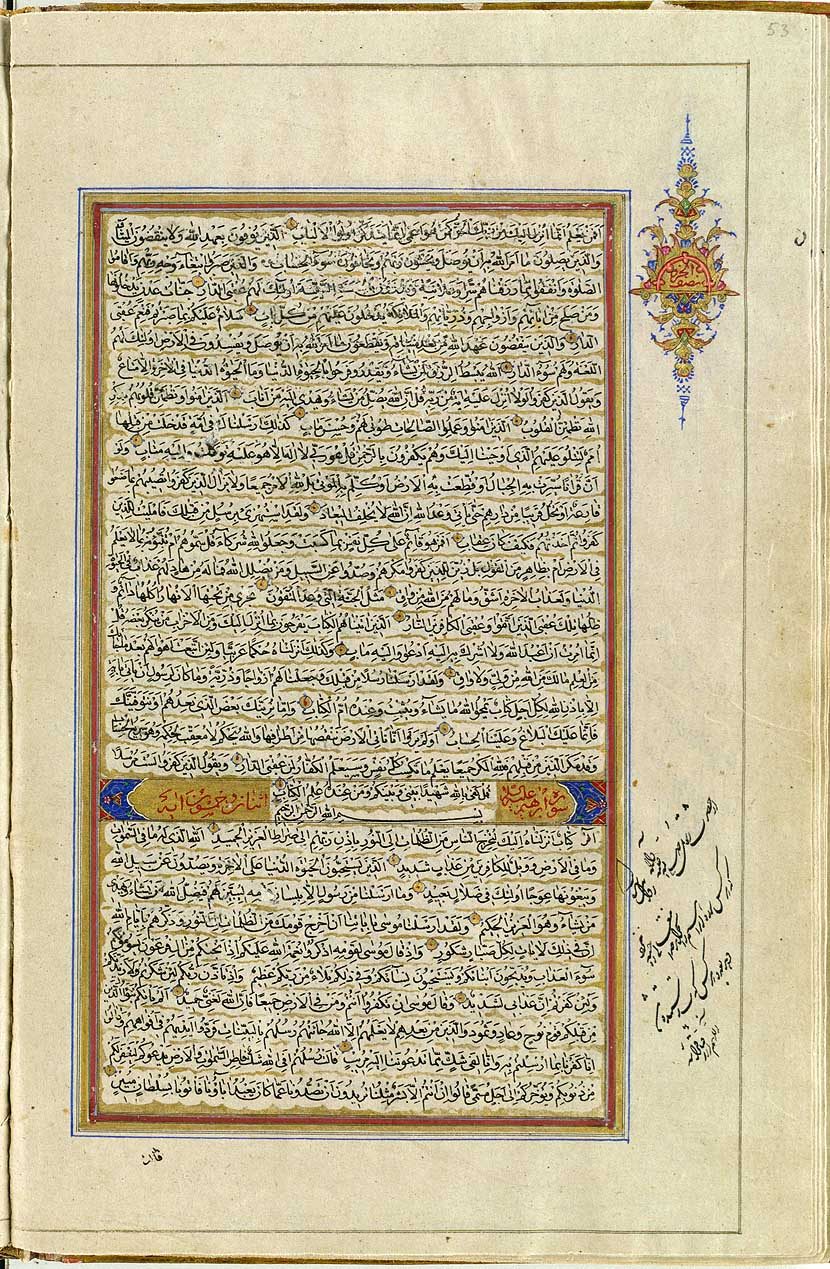
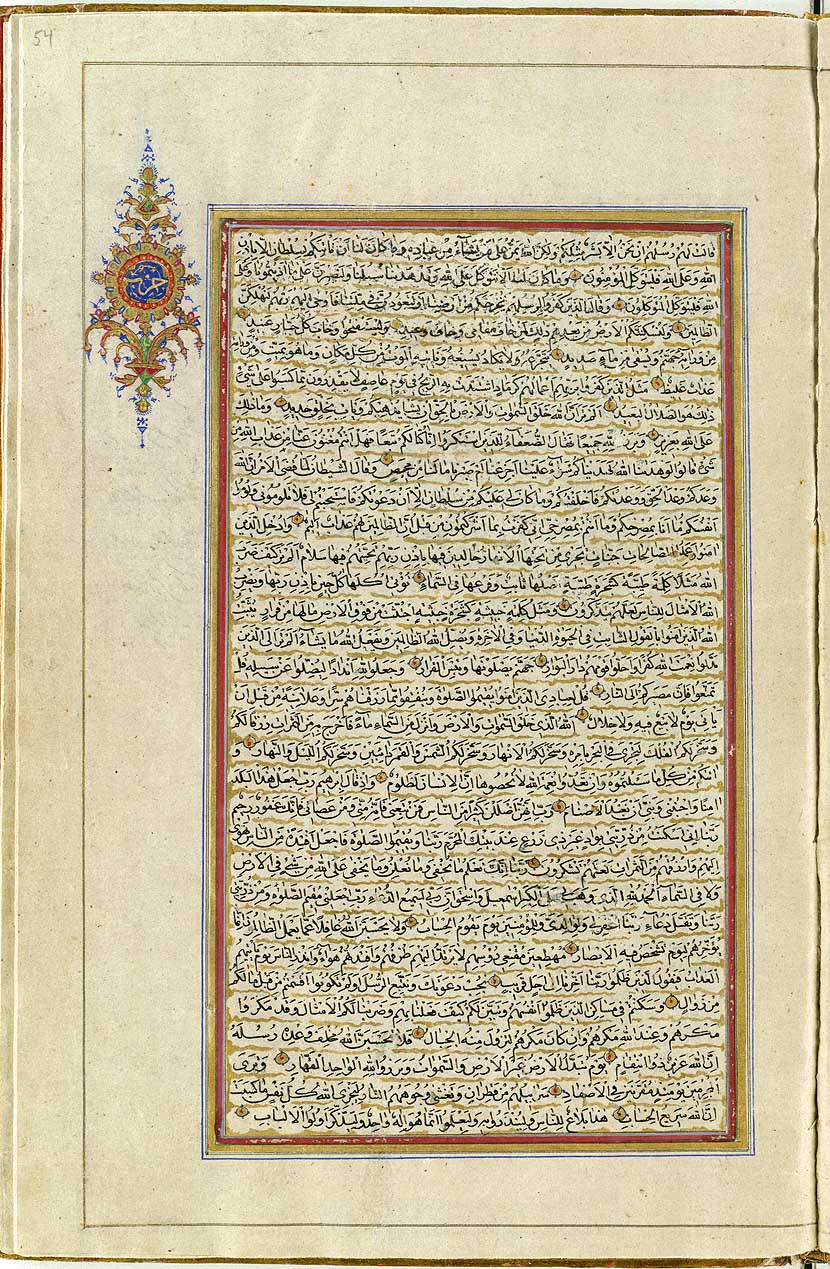